# El Batán (San Cristóbal de La Laguna)
El Batán, también conocido como Los Batanes, es un caserío perteneciente al municipio de San Cristóbal de La Laguna, en la isla de Tenerife —Canarias, España—, situado en el macizo de Anaga.
Es uno de los núcleos que forman la zona conocida como Las Montañas, que aglutina a la mayoría de los caseríos ubicados en el macizo de Anaga pertenecientes a La Laguna.
Posee caminos para la práctica del excursionismo, así como rutas autoguiadas por diversas zonas del caserío que muestran al visitante el valioso patrimonio etnográfico que posee.

## Toponimia
El nombre deriva de los batanes —máquinas generalmente hidráulicas para golpear, desengrasar y enfurtir los paños— que existían en el lugar para el lavado de la lana y el lino, aprovechando el agua del barranco del Río.

## Geografía
Se sitúa en las laderas del valle del Río, en la vertiente septentrional del macizo de Anaga, a 15 kilómetros del centro municipal y a una altitud media de 455 m s. n. m.
Está formado por los núcleos diferenciados de Batán de Arriba, Batán de Abajo y Casas Heleras o de Lera. En este último se encuentran la parroquia de Nuestra Señora de Candelaria, una plaza pública, una cancha deportiva, un centro ciudadano y un restaurante.
En su paisaje destaca la elevación rocosa conocida como Roque de los Milanos, que domina el caserío.

## Demografía
No aparece como entidad independiente en los censos de población al ser englobado, junto a los otros caseríos de Anaga pertenecientes a La Laguna bajo el nombre genérico de Las Montañas.
| Año        | 2000 | 2001 | 2002 | 2003 | 2004 | 2005 | 2006 | 2007 | 2008 | 2009 | 2010 | 2011 | 2012 | 2013 | 2014 | 2015 |
| ---------- | ---- | ---- | ---- | ---- | ---- | ---- | ---- | ---- | ---- | ---- | ---- | ---- | ---- | ---- | ---- | ---- |
| Habitantes | 175  | 170  | 167  | 160  | 171  | 180  | 186  | 300  | 303  | 300  | 288  | 286  | 288  | 293  | 289  | 284  |

## Historia

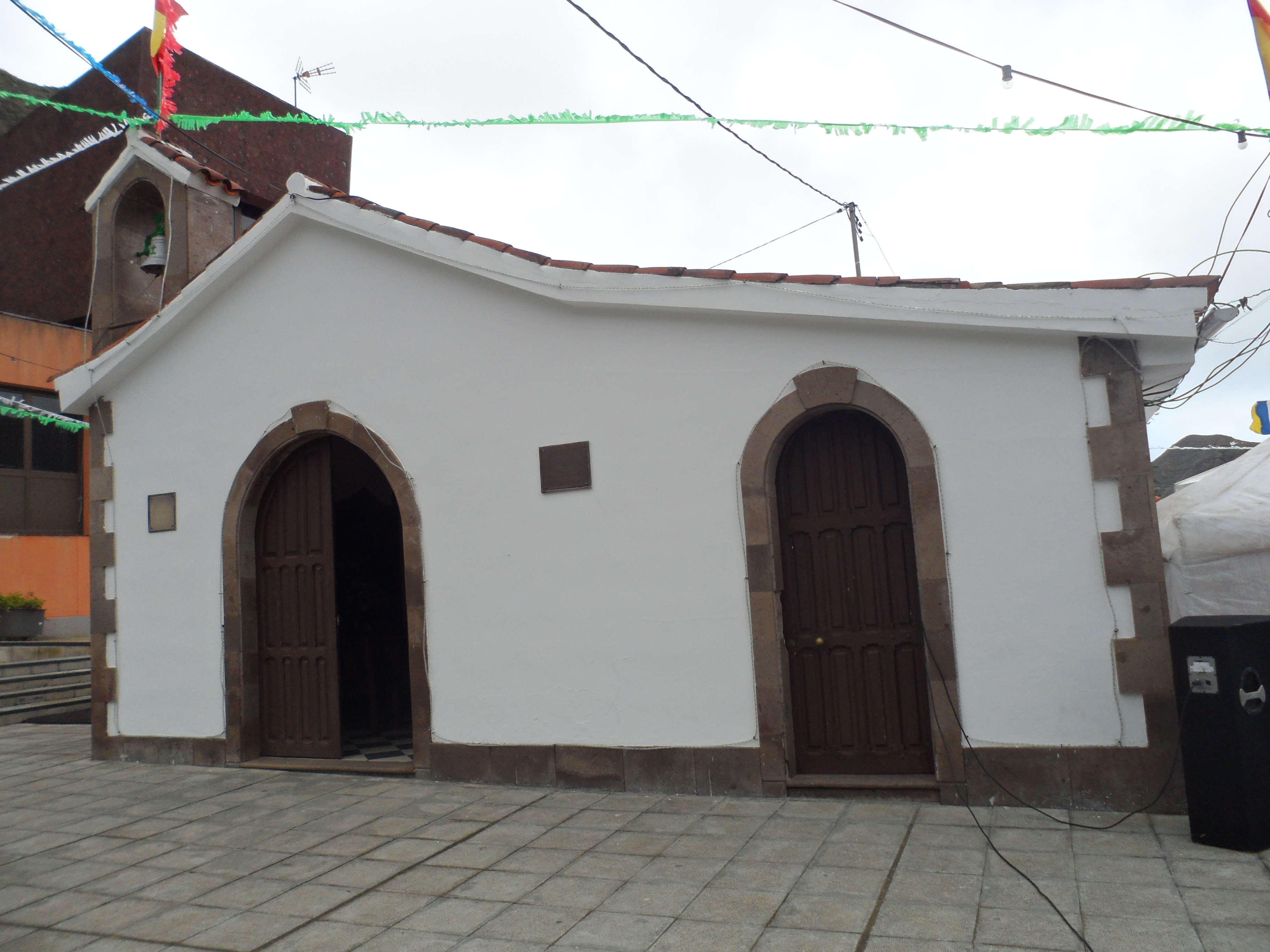
Ermita de la Virgen de Candelaria.

Desde su origen fue un pago del lugar de Punta del Hidalgo, hasta la agregación del lugar de Las Montañas a San Cristóbal de La Laguna en 1847.
La ermita de Los Batanes fue construida en 1961, siendo erigida en parroquia en 1967. Esta parroquia, segregada de la de Nuestra Señora de Las Mercedes, comprende los caseríos de Los Batanes, Bejía, Las Carboneras y Chinamada.
La pista de acceso al caserío se abrió en la década de 1970, siendo asfaltada en los años 80.
En 1994 toda la zona pasa a estar incluida en el espacio natural protegido del parque rural de Anaga.

## Fiestas
Esta localidad celebra en el mes de julio sus fiestas patronales en honor a la Virgen de Candelaria.

## Comunicaciones
Se llega a él a través de la carretera Camino de El Batán TF-143.

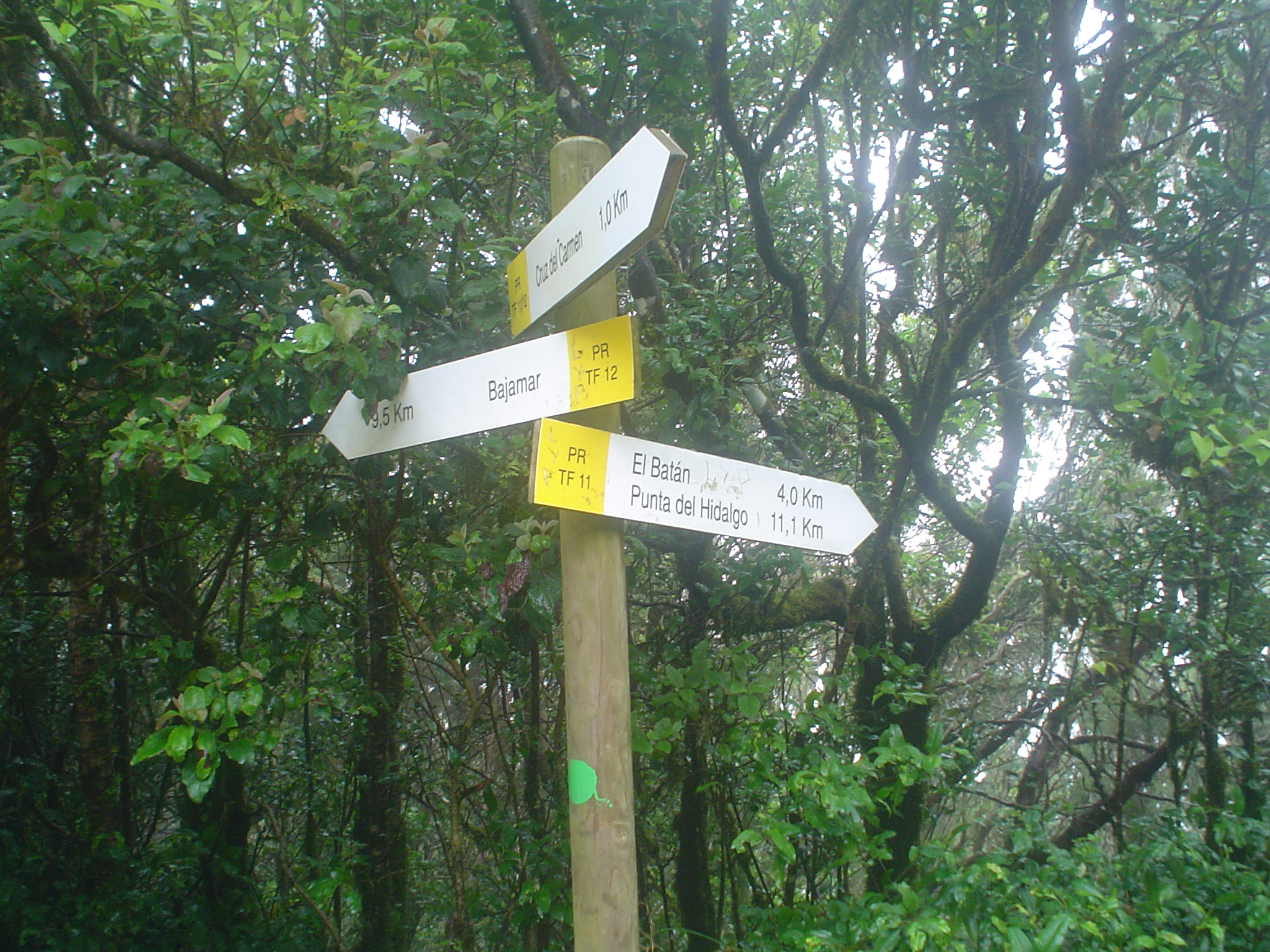
Poste informativo de los caminos de red de senderos, podemos ver el del Cruz del Carmen al Batan y hacia La Punta, entre otros.

### Transporte público
En autobús —guagua— queda conectado mediante la siguiente línea de Titsa:
| Línea | Trayecto                                | Recorrido     |
| ----- | --------------------------------------- | ------------- |
| 274   | La Laguna - El Batán (por Las Mercedes) | Horario/Línea |

### Caminos
En el caserío se cruzan varios caminos aptos para la práctica del excursionismo, uno de los cuales se encuentra homologado en la Red de Senderos de Tenerife:
- Sendero PR-TF 11 Cruz del Carmen - El Batán - Punta del Hidalgo.[5]

## Galería

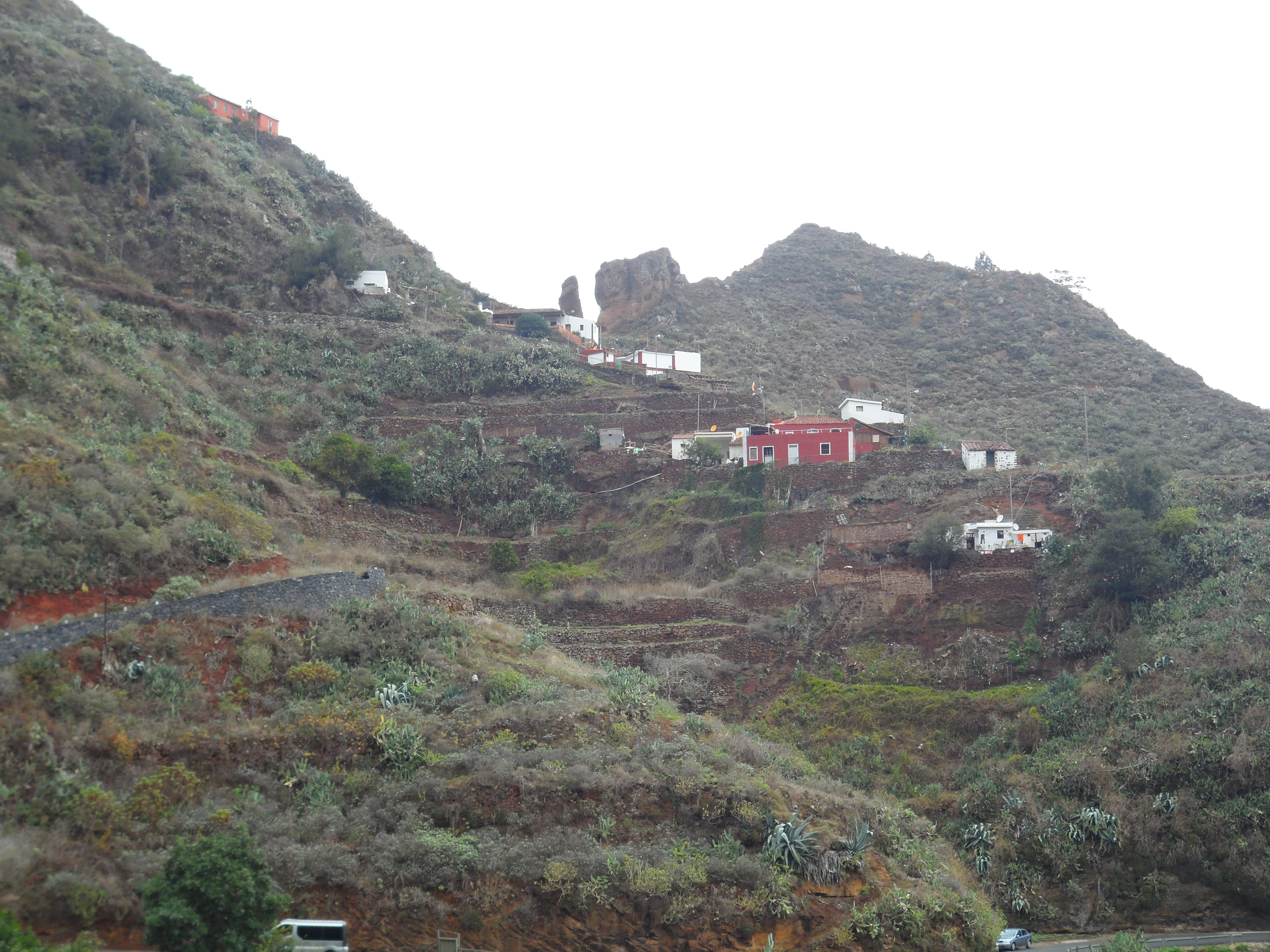
El Roque Milano, visto desde la carretera del Batán.
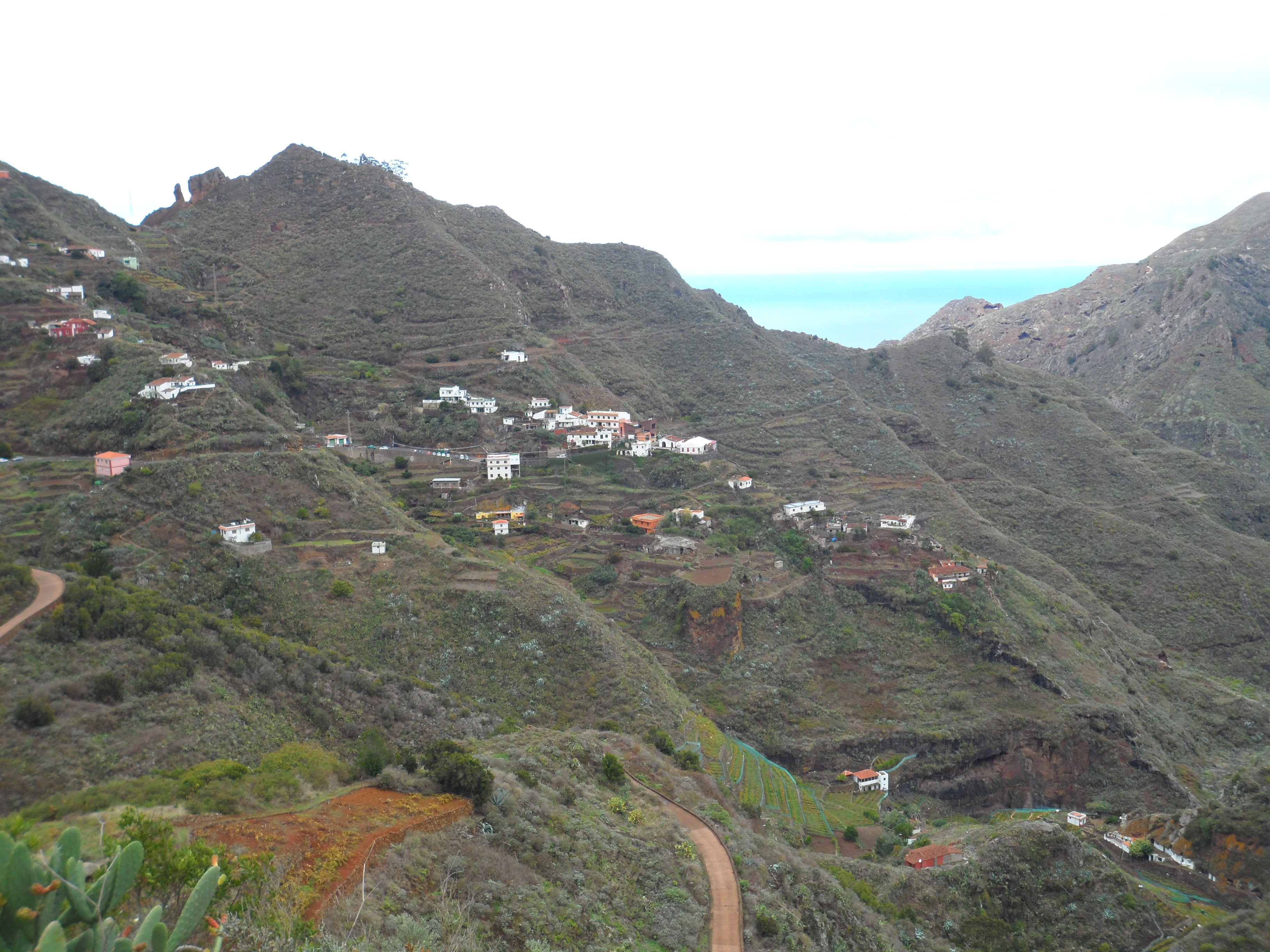
Panorámica de Los Batanes.
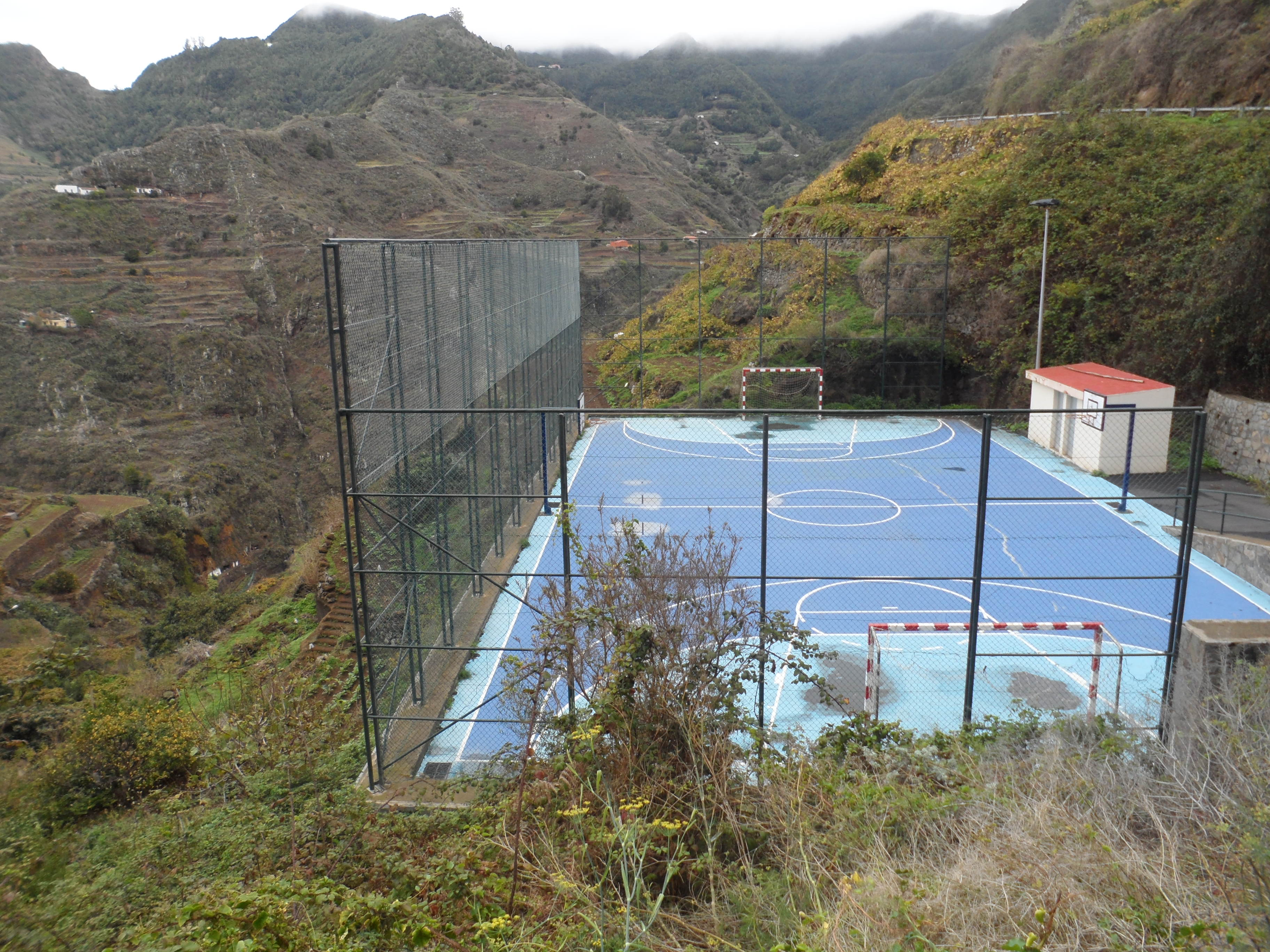
Polideportivo en El Batán.
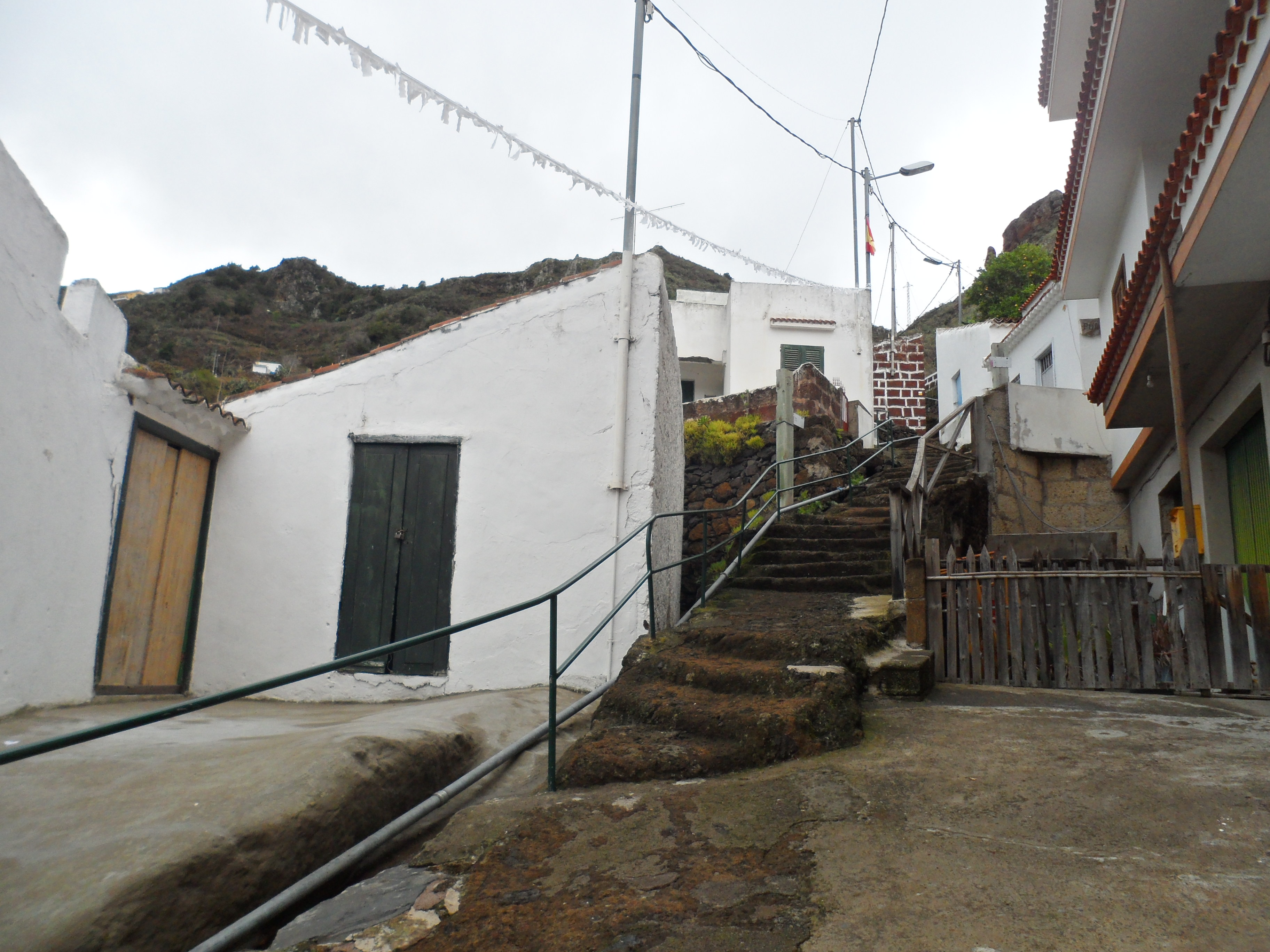
Las Casas Heleras.
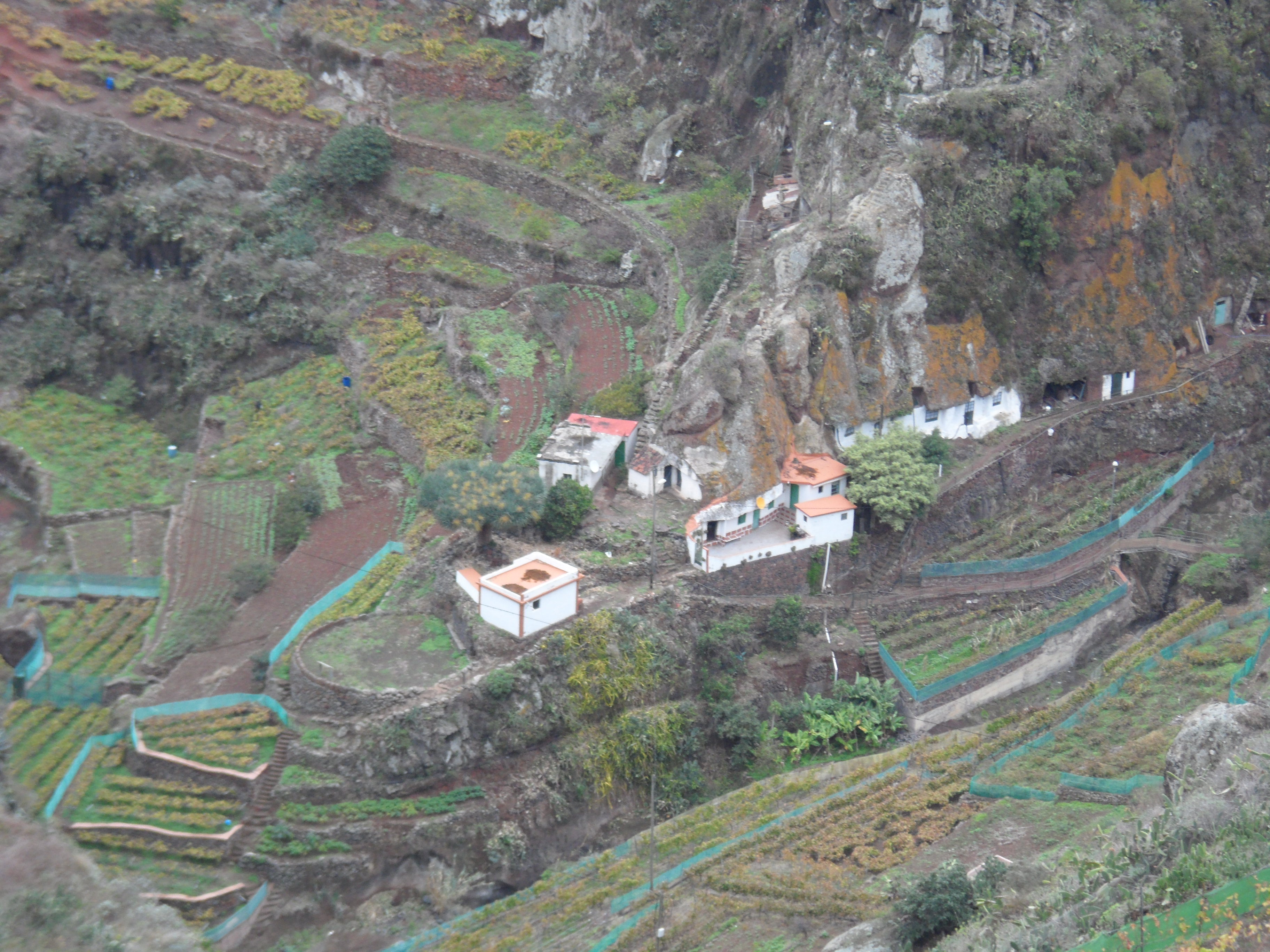
Casas-cueva junto al barranco del Río, en Batán de Abajo.
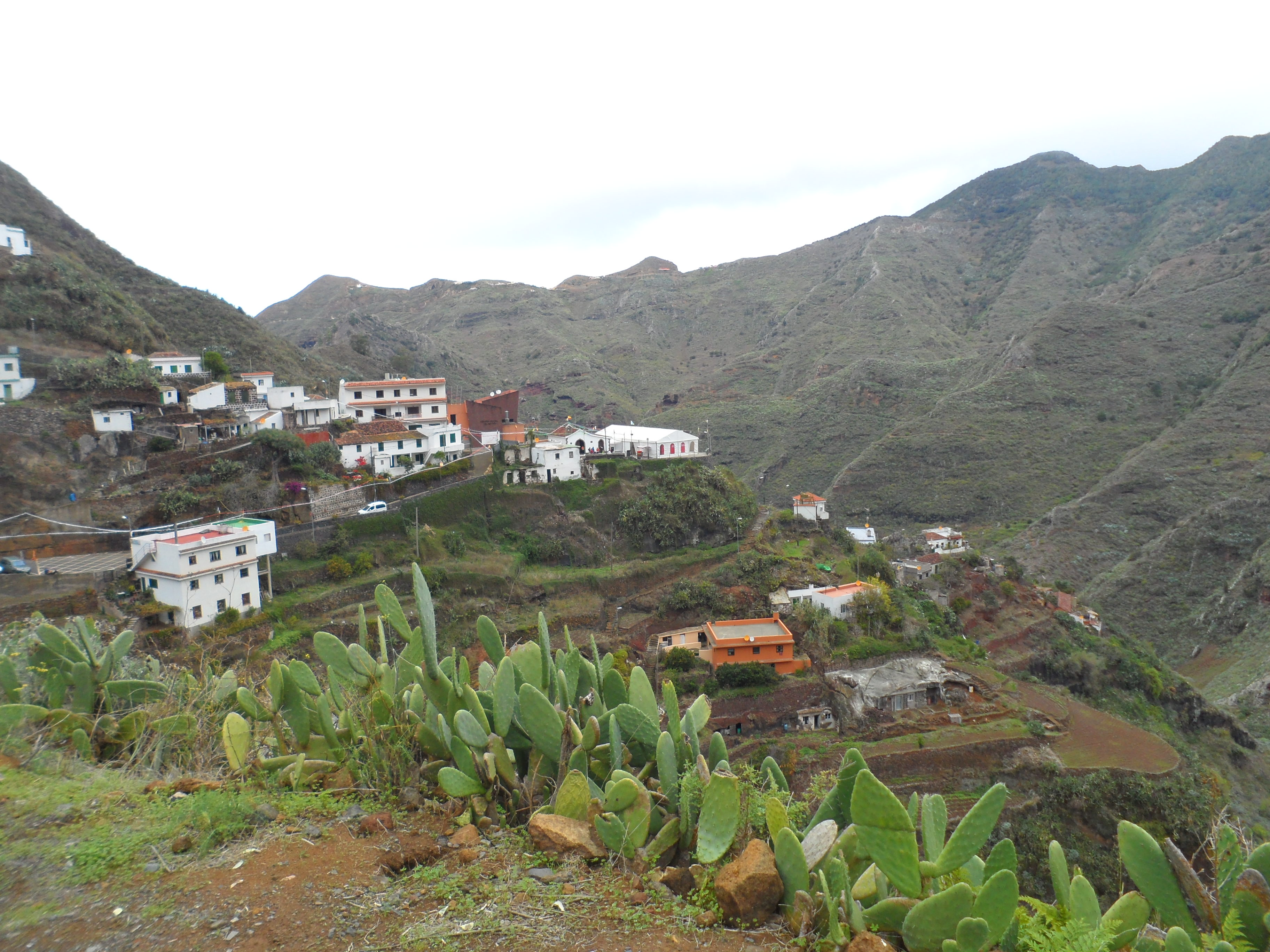
Casas Heleras y casas de Batán de Abajo.
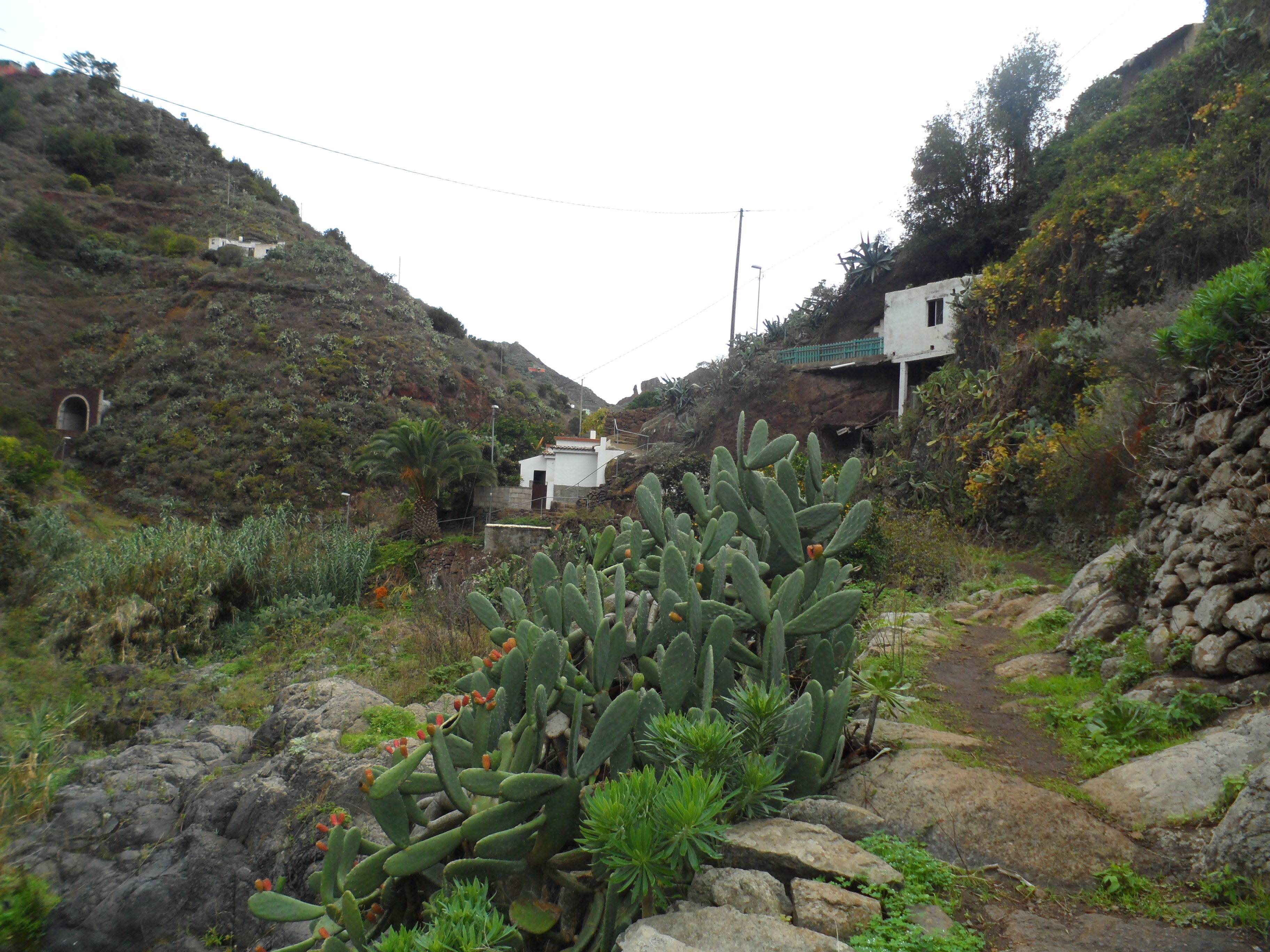
Casas en Batán de Arriba.
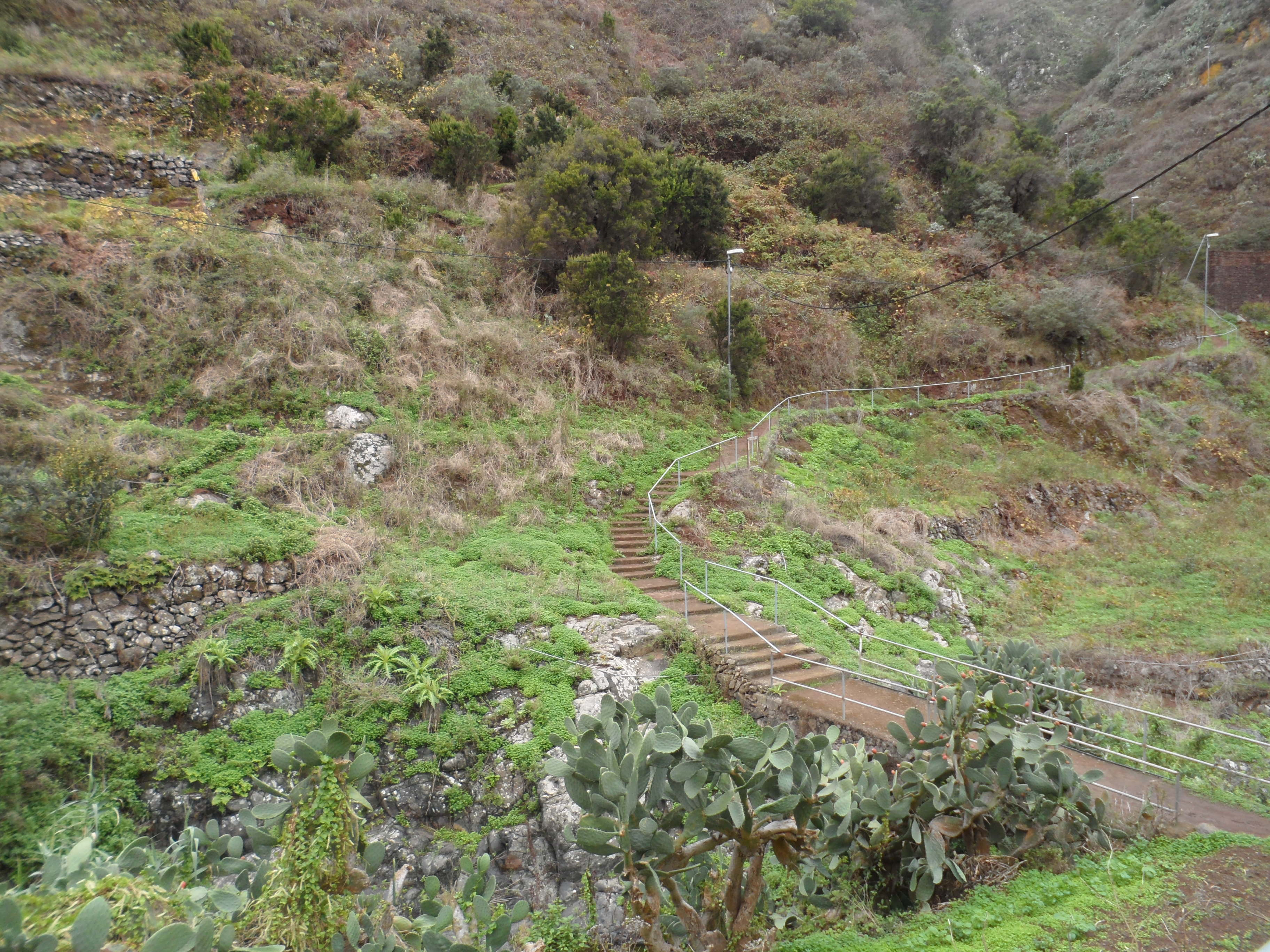
Puente que cruza el barranco del Río, Batán de Arriba, a la altura del túnel de la Hoya del Durazno.
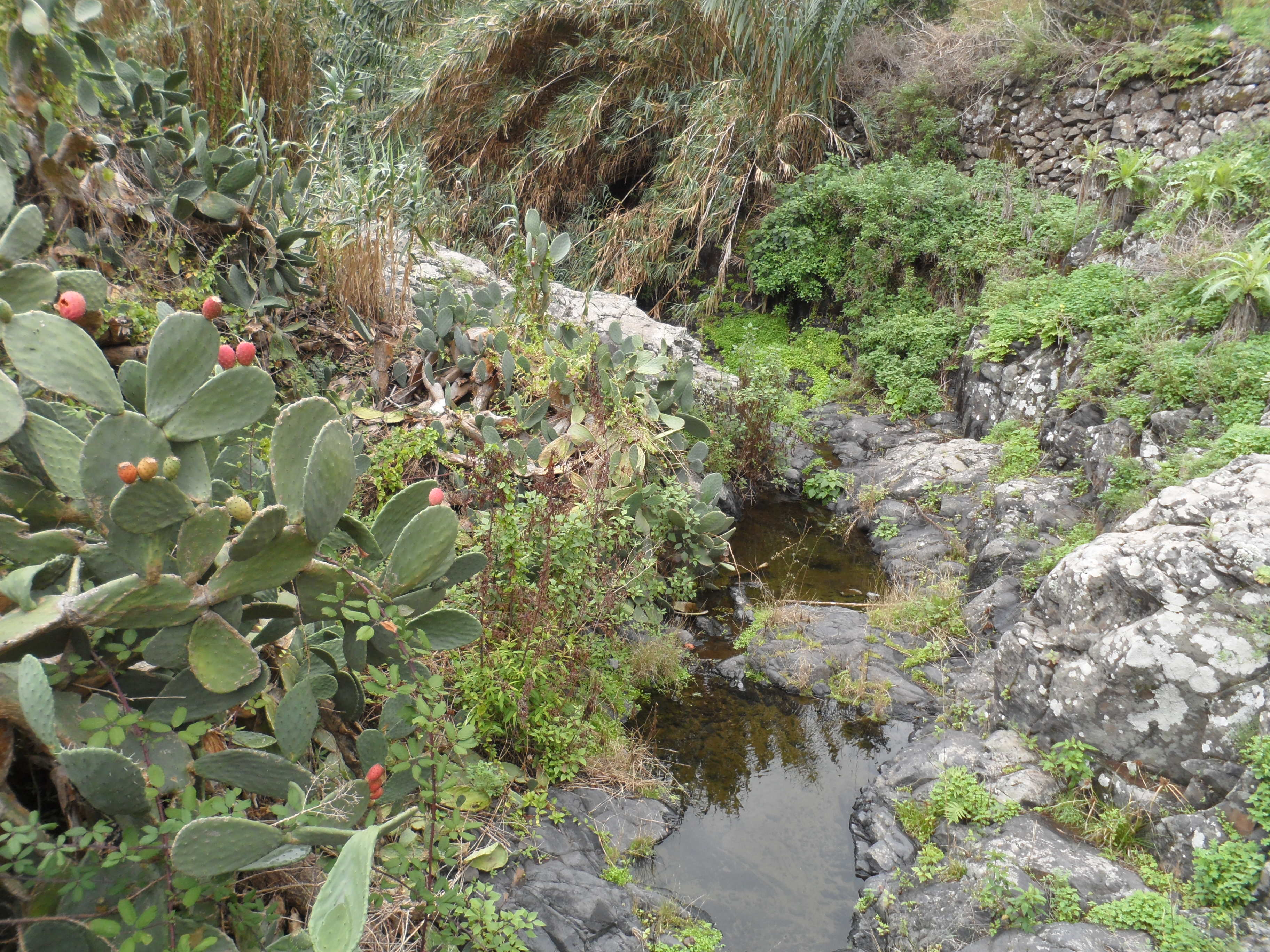
Parte del barranco del Río que cruza El Batán.